# Footscray JUST
Footscray JUST var en fotbollsklubb från Melbourne i Australien. Klubben spelade tidigare i den numera nerlagda nationella australiska proffsligan National Soccer League (NSL) mellan 1977 och 1989. Ett år efter att de hade åkt ur NSL lades klubben ner.